# پراکسید

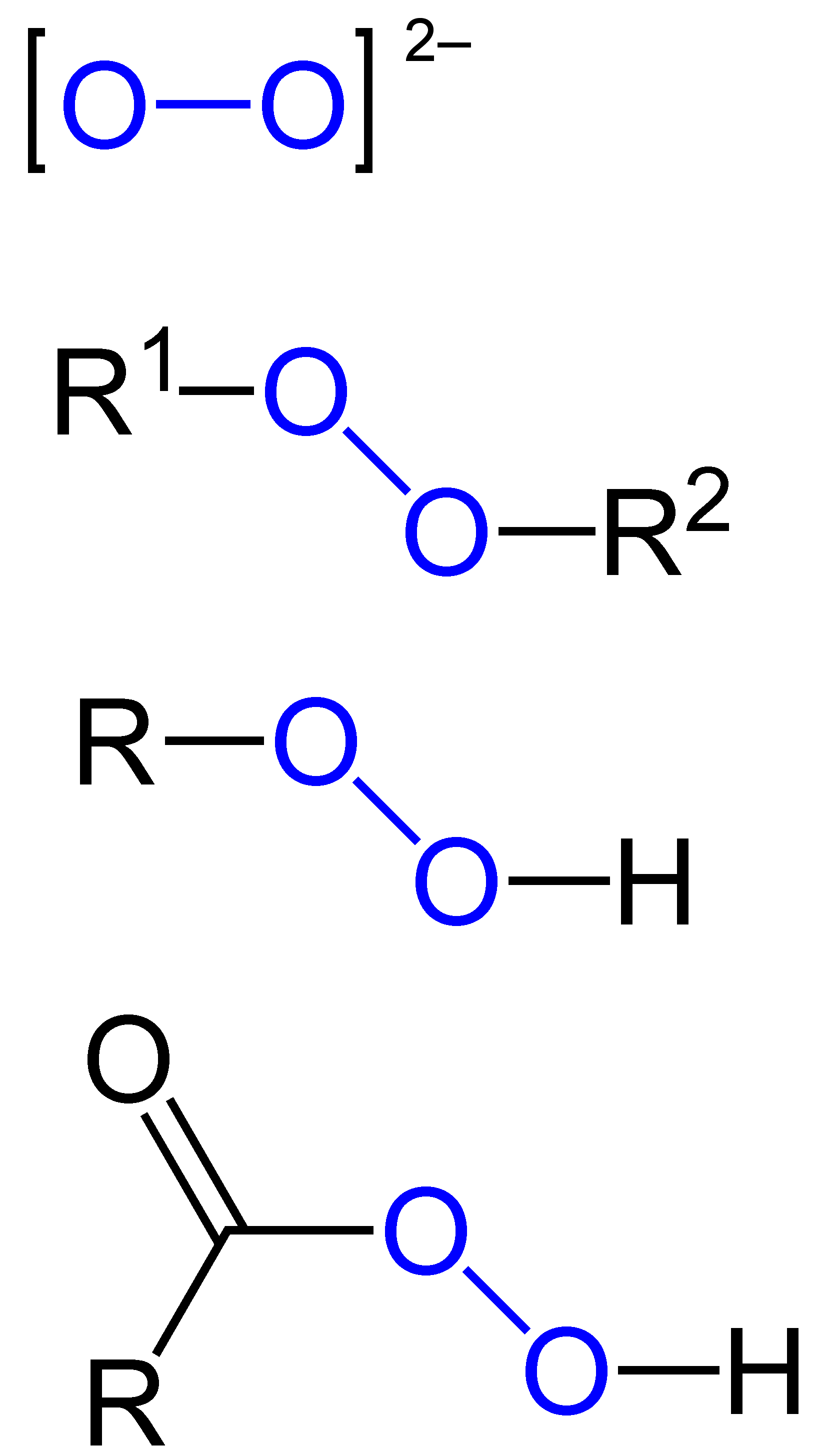
انواع پروکسیدها:/از بالا بپایین/ یون پروکسید، پروکسید آلی، هیدرو پروکسید آلی، پراسید

پراکساید(به انگلیسی: Peroxide) مجموعه‌ای مرکب از پیوندِ تکیِ اکسیژن-اکسیژن یا یون پراکساید است. گروه O−O، گروه پروکساید یا گروه پراکسو نامیده می‌شود. در یون‌های اکسید اما اتم‌های اکسیژن، حالت اکسیداسیونِ منفیِ یک (۱-) دارند.
ساده‌ترین پروکسیدِ پایدار، پروکسید هیدروژن است. پروکسیدها دارای حالت پاک‌کنندگی بر مواد ارگانیک هستند و به همین دلیل در پاک‌کننده‌ها و مواد رنگ مو استفاده می‌شوند. کاربرد دیگر پروکساید در پزشکی و صنایع شیمیایی است و از آن‌ها در فرایندهای سنتزی گوناگونی استفاده می‌شود. هیدروژن پروکساید با تولید سالیانه بیش از ۲ میلیون تن، مهم‌ترین نوع پروکسایدها از نظر اقتصادی است.
بیشتر پروکسایدها بسیار ناپایدار و خطرناک هستند و نمی‌توان آن‌ها را انبار کرد.